# Gallowwalkers
Gallowwalkers è un film del 2012 scritto e diretto da Andrew Goth.

## Trama
Aman è un pistolero colpito da una maledizione: tutti coloro che vengono uccisi da lui, tornano in vita sotto forma di zombie. In particolare uno di loro, cercherà vendetta.

## Produzione
Inizialmente il film era intitolato The Wretched, e come protagonisti erano stati messi sotto contratto gli attori Chow Yun-Fat, Paz Vega e Catalina Sandino Moreno; la produzione fu fissata per giugno 2005, le riprese erano previste nello stato del Nuovo Messico (Stati Uniti d'America), ma tutto saltò poco prima del via.

### Nuova produzione
Il film viene girato nel 2006, ma in fase di post-produzione incontra svariati problemi, che portano ad alcune scene aggiuntive girate due anni dopo e soprattutto fanno slittare l'uscita del film fino al 2012. La motivazione principale dello slittamento di sei anni è dovuto ai problemi giudiziari del protagonista, Wesley Snipes, che è stato arrestato per motivi fiscali, e torna libero il 19 luglio 2013.

### Cast
- L'attore Wesley Snipes, durante le riprese, nel dicembre 2006, fu raggiunto da un capo d'accusa ed incriminato per gravi problemi che riguardano il sistema fiscale americano. Successivamente fu emesso un mandato d'arresto. L'8 dicembre Snipes vola nella sua città natale di Orlando per consegnarsi volontariamente alle autorità. Snipes si è sempre dichiarato non colpevole per tutte le accuse e riesce ad evitare la galera pagando una cauzione di 100.000 dollari, tornando in Namibia per terminare le riprese di questo film[4][5].
- Inizialmente il protagonista doveva chiamarsi Kaos.

### Riprese e location
Le riprese del film vengono effettuate dall'ottobre al dicembre 2006, con alcune scene rigirate nel luglio del 2008. Le riprese vengono effettuate interamente nello stato della Namibia, grazie alle vaste distese desertiche.

### Budget
Il budget della pellicola si aggira intorno ai 17 milioni di dollari.

## Promozione
Il primo trailer del film è stato pubblicato il 19 febbraio 2013.

## Distribuzione
Il film è stato presentato al Film 4 FrightFest di Londra il 27 ottobre 2012.